# James Denton
James Thomas Denton Jr, Ator e músico americano (Nashville, Tennesse, EUA 20 de janeiro de 1963). Cresceu em Goodlettsville, é o segundo de três filhos. Seu pai, J.T. Denton (1930-1993), foi um dentista que serviu nas forças armadas. Sua mãe, Mary Jean Woolslair Denton, morreu de câncer de mama em 2002. 
Foi criado na Southern Baptist e tornou-se Ministro da Música na Westmoreland United Methodist Church em Westmoreland, Tennessee.
Denton se formou na Goodlettsville High School e frequentou a University of Tennessee, onde era membro da fraternidade Sigma Alpha Epsilon. Ele se formou em televisão/jornalismo e em publicidade. Antes de tornar-se ator, ele vendeu publicidade para duas estações de rádio. Começou a atuar aos 23 anos, em um teatro comunitário em Nashville e acabou se mudando para a Califórnia para se tornar um ator em tempo integral. Ele foi, por um tempo, creditado como Jamie Denton, no filme That Old Feeling.

## Carreira
Enquanto vivia em Chicago, o primeiro papel de Denton foi como "Stanley" em "A Streetcar Named Desire", e seu último papel foi como o terrorista "Bebert" na farsa francesa, "Lapin Lapin". Nos anos que surgiram entre os dois papéis, Denton foi membro da empresa no The Griffin Theatre e no Strawdog Theatre Ensemble. Ele adicionou uma série de papéis e elogios à sua crescente lista de conquistas, incluindo uma das lideranças na estréia mundial de "Flesh and Blood", tocando e compondo a música para "The Night Hank Williams Died", e sua retrato do pregador do Kentucky "CC Showers" em "The Diviners" - que lhe rendeu uma indicação ao prêmio Joseph Jefferson de Melhor Ator (prêmio de teatro de Chicago).
Depois de se mudar para Los Angeles, Denton continuou a se apresentar no palco, geralmente durante o hiato de qualquer série de TV à qual ele estivesse ligado na época, e muitas das peças, assim como os filmes independentes nos quais Denton apareceu, foram escritas. por seu amigo, Mike Petty. Por exemplo, "In Walked Monk", em que Denton desempenhou o papel de "Steven" durante o verão de 1999 e Locked Up Down Shorty ", em que ele desempenhou o papel de Danny, durante o verão de 2001.
Ele já apareceu em vários programas de televisão, incluindo: Sliders, Dark Skies, Two Guys e Girl, Ally McBeal, The West Wing e JAG, e teve papéis recorrentes em The Pretender, Philly, The Drew Carey Show e Reba. Em 2003, ele desempenhou o papel principal do agente especial John Kilmer na série de curta duração do crime, Threat Matrix. Em 2004, Denton venceu Mike Delfino na série Desperate Housewives.
Desde que apareceu pela primeira vez em Desperate Housewives e apesar de se muito conhecido como Mike Delfino, Denton continuou a atuar em vários filmes feitos para a TV e direto para DVD, incluindo: Assumption (2006), Beautiful Dreamer (2006), Undead ou Alive (2007), Custódia (2007), Torturado (2008) e All-Star Superman (2011). Em 2009, Denton apareceu no videoclipe da estrela country Phil Vassar "Bobbi with an I".
Toca guitarra na banda de caridade Band da TV, juntamente com Hugh Laurie e a ex-co-estrela de Desperate Housewives, Teri Hatcher, entre outros. Denton modelou para a campanha publicitária de primavera-verão 2012 de Daniel Hechter.
Atualmente,  interpreta o Dr. Sam Radford, um papel de protagonista no Good Witch, e tem uma recorrência em Devious Maids como Peter Hudson.
Uma curiosidade é que em JAG, uma série de aventuras de 1995 e uma de suas primeiras aparições, trabalhou com Catherine Bell, protagonista da série, com quem viria a contracenar como par romântico em The Good Witch (2016 a 2018), 21 anos depois.

## Vida pessoal
No ensino médio, Denton namorou a artista de música country Deana Carter. Ele foi casado duas vezes. Ele foi casado com Jenna Lyn Ward de 1997 a 2000. Em 16 de dezembro de 2002, ele se casou com Erin O'Brien, personal trainer da Life Time Fitness. Eles têm dois filhos: um filho nascido em 2003 e uma filha nascida em 2005. Eles tinham uma casa em Glendale, Califórnia. Depois que Desperate Housewives terminou, a família mudou-se para Chanhassen, Minnesota.
Denton é sócio-proprietário da equipe de beisebol da segunda divisão independente, o Orange County Flyers (parte da Golden Baseball League), que ganhou o Campeonato GBL em 2008. Os Orange County Flyers jogam na California State University, em Fullerton, Califórnia.

## Filmografia
Legendaː Ano	Título	Papel	Notas
- 1993	Thieves Quartet	Ray Higgs
- 1994	Basic Football	The Quarterback	Short film
- 1995	Hunter's Moon	Nick
- 1996	Sliders	Jack Bullock	1 episode: 'The Good, the Bad and the Wealthy'
- 1996	Moloney	Rocky Talese	1 episode: 'Friendly Fire'
- 1996	Dark Skies	Robert Winter	1 episode: 'Hostile Convergence'
- 1996–2003	JAG	Lieutenant Commander Bruce Carmichael / Geoffrey Roizman	2 episodes: 'Hemlock', 'Fortunate Son'
- 1997	That Old Feeling	Keith Marks
- 1997	Face/Off	Buzz
- 1997–2000	The Pretender	Mr. Lyle	Series regular
- 1998	Primary Colors	Mitch
- 2000	Locked Up Down Shorty's	Danny
- 2000	Two Guys, a Girl and a Pizza Place	Dr. Howard Zaunaveld	1 episode: 'The Monitor Story'
- 2000	Ally McBeal	Jimmy Bender	1 episode: 'Do You Wanna Dance?'
- 2000	The West Wing	Tom Jordan	1 episode: 'The midterms'
- 2001	The Pretender 2001	Mr. Lyle	TV movie
- 2001	The Pretender: Island of the Haunted	Mr. Lyle	TV movie
- 2001–2002	Philly	Judge Augustus Ripley	Series regular
- 2002	The Drew Carey Show		2 episodes: 'The Man in the Iron Chair', 'Drew Tries Hot Salsa'
- 2003–2004	Threat Matrix	Special Agent John Kilmer	Series regular
- 2004	Jumbo Girl	Jack	Short film
- 2004–2012	Desperate Housewives	Mike Delfino	Main character 174 episodes
- Screen Actors Guild Award for Outstanding Performance by an Ensemble in a Comedy Series (2005, 2006) Nomination -Screen Actors Guild Award for Outstanding Performance by an Ensemble in a Comedy Series (2007, 2008, 2009)
- Teen Choice award for Best TV actor
- 2005–2006	Reba	Dr. Morgan	2 episodes: 'Date of Mirth', 'The Trouble with Dr. Hunky'
- 2006	Assumption	John	Short film
- ShockerFest Science Fiction Genre Award for Best Actor Fantasy / Science Fiction
- 2006	Beautiful Dreamer	Dr. Kessler
- 2007	Ascension Day	Brother John
- 2007	Undead or Alive: A Zombedy	Elmer Winslow
- 2007	Masters of Science Fiction	Barney Curran	1 episode: 'The Discarded'
- 2007	Custody	John Sullivan
- 2008	Tortured	Agent Murphy	Direct-to-DVD
- 2010	Group Sex	Luke	Uncredited
- 2011	All-Star Superman	Superman/Clark Kent (voice)	Direct-to-DVD
- 2012	Hot in Cleveland	Kerouac Cowboy	1 episode: 'Storage Wars'
- 2012	Karaoke Man	Slim
- 2013	Grace Unplugged	Johnny Trey	[13]
- 2014	Stranded in Paradise	Carter
- 2015–2021	Good Witch	Dr. Sam Radford	Co-Lead Role 44 episodes
- 2016	Devious Maids	Peter Hudson	Recurring role (7 episodes)
- 2016	For Love & Honor	Colonel Tom Brennan	TV Movie
- 2018	NCIS: New Orleans	Captain Deckard	1 episode ('Checkmate, part2')